# Ahafo Ano North Municipal District
Der Distrikt Ahafo Ano North liegt in der Ashanti Region im Zentrum Ghanas. Er grenzt innerhalb der Ashanti Region an die Distrikte Ahafo Ano South (östlich gelegen) und Atwima Mponua. Von der benachbarten Brong-Ahafo Region grenzen die Distrikte Tano South und Asutifi an den Ahafo Ano North Distrikt. Chief Executive des 593 km² großen Distriktes mit ca. 85.936 Einwohnern (2006) ist Eric N. Agyeman Prempeh.

## Geographie
Ahafo Ano North wird durch die Birimean-Bergkette sowie die Dahomeyan-Bergkette geprägt. Die Birimean-Bergkette ist bekannt für reiche Erzvorkommen und erstreckt sich auf einer Höhe ca. 230 bis 300 Metern über N.N. Goldvorkommen sollen in der Nähe von Mabang gefunden worden sein.
Der Distrikt weist hohe Niederschlagsmengen auf und wird von einer Vielzahl kleinerer Flüsse durchzogen. Der bekannteste Fluss ist der Tano. Der größte Teil des Distrikts ist mit dichtem Regenwald bewachsen, in dem sich für den Export wichtige Harthölzer wie Sapele und Odum befinden.
Im Distrikt wird entlang des Tano Reis angebaut. Eine Vielzahl von Gemüse und Exportwaren wie Kakao werden auf den fruchtbaren Böden ebenfalls angebaut.

## Verwaltung
Die Distriktversammlung (District Assembly) ist höchstes politisches und administratives Organ im Distrikt und wurde erstmals im Jahr 1989 einberufen, auf der Basis des Gesetzes 462. Die Distriktversammlung hat gesetzgebende und verwaltende Aufgaben.
Die lokale Distriktverwaltung verfügt über ein eigenes Budget, welches zur Entwicklung der Verwaltungsuntereinheit und Verbesserung des Lebensstandards in der Region eingesetzt wird.
Die Distriktversammlung des Ahafo Ano North Distriktes wurde in Komitees unterteilt, um schnellere und qualifiziertere Entscheidungen zu erzielen. Es bestehen Komitees für die Bereiche Entwicklungsplanung (Development Planning), Soziales (Social Services), Arbeit (Works), Finanzen und interne Verwaltung (Finance and Administration), Justiz und Sicherheit (Justice and Security) sowie Umwelt (Environment). Das wichtigste Verwaltungskomitee (Executive Committee) stellt den Chief Executive des Distriktes. Dieses Komitee steht den anderen als Koordinierungskomitee vor und setzt Entscheidungen der Distriktversammlung um. Ferner hat dieses Verwaltungskomitee den weiteren Komitees die notwendigen Daten über die Entwicklung des Distrikts zur Verfügung zu stellen.
Der Ahafo Ano North Distrikt liegt im Herrschaftsbereich des traditionellen Herrschers der Aschanti. Aufgrund der besonderen Rolle der traditionellen Herrscher in Ghana werden in diesem Distrikt 30 Prozent der Mitglieder der Distriktversammlung erst nach Rücksprache mit den drei traditionellen Räten (Traditional Councils) ernannt.

## Wirtschaft
Im Distrikt dominiert die Landwirtschaft, doch finden sich bereits einige Beschäftigte in den Bereichen Industrie sowie Dienstleistung und Handel. Das durchschnittliche Monatseinkommen betrug 2006 ca. 150.000 Cedis, also ca. 13 EUR. Die Haushalte benötigen durchschnittlich 46 Prozent ihrer Einnahmen für den Einkauf von Lebensmitteln.

### Industrie
Der industrielle Bereich ist noch wenig ausgebaut. Die Betriebe sind klein und haben in der Regel wenig Beschäftigte. Es arbeiten bereits Betriebe in der industriellen Herstellung von Gari-Produkten. Auch existiert eine Forstindustrie, die mit der Verarbeitung von Edelhölzern aus den Wäldern des Distriktes wirtschaften. Letztlich ist aufgrund der Erzvorkommen eine kleine Metallindustrie erwachsen, wie beispielsweise Schmieden.

### Forstwirtschaft
Der Ahafo Ano North Distrikt gehört zum Forstbezirk des Nkawie Districts. Aufgrund von illegalem Holzeinschlag, illegaler Besiedlung und illegaler Brandrodung von geschützten Waldgebieten und mangelnder Erfahrung im Bereich der Aufforstung hat der Waldbestand in den letzten Jahren kontinuierlich abgenommen. Mit dem Desiri-Waldreservat (Desiri Forest Reserve) wurde ein Schutzgebiet eingerichtet.
Im Distrikt sind zwei registrierte Sägemühlen ansässig. Weitere fünf sind zwar lediglich kleinere Betriebe, tragen jedoch den wesentlichen Anteil des lokalen Möbelmarktes.

### Energiewirtschaft
Wesentliche Energieträger im Distrikt sind Holz und Erdölprodukte. Noch ca. 68,7 Prozent der Bewohner hängen bei der Energieversorgung von Holz ab. 31,3 Prozent haben Zugang zur Elektrizität. Elektrizitätsversorgung besteht in Tepa, Akwasiase, Manfo, Dwaaho, Asuhyiae, Kotei Nkwanta und Mabang. Vier weitere Gemeinden werden gerade im Rahmen des Selbsthilfe-Elektrifikationsprojektes (Self Help Electrification Project) mit Elektrizität versorgt.

### Landwirtschaft
Wichtigster Wirtschaftszweig des Distriktes ist die Landwirtschaft. Die Betriebe arbeiten meist als Selbstversorger und im Mischanbau (76,7 Prozent). Aufgrund der Struktur des Landbesitzes sind die Betriebe eher von kleiner Größe. Das Ackerland ist im Wesentlichen in privater Hand und wird von Familienbetrieben bewirtschaftet. Diese Struktur schließt große Betriebe oder Plantagen grundsätzlich aus.
Im Bereich der Viehwirtschaft sind im Distrikt 14 Veterinäre tätig, die den Viehbestand entwurmen, auf anderen parasitären Befall untersuchen und behandeln. Neben Geflügel halten die Bauern überwiegend Rinder, Schafe und Ziegen.
Im Bereich des Anbaus von Feldfrüchten arbeiten noch ca. 90 Prozent der Betriebe mit der Brandrodung. Weit überwiegend arbeiten die Landwirte auf Mischanbaubetrieben. Hauptsächlich werden im Distrikt Kakao, Kochbananen, Mais, Yam, Kassava, Reis, Palmöl, Zitrusfrüchte und Gemüse angebaut. Im Distrikt mangelt es an geeigneten Lagerstätten für die Waren der landwirtschaftlichen Produktion.
Die Waren aus der Landwirtschaft können im Distrikt auf lokalen Märkten veräußert werden, die täglich abgehalten werden.

## Bevölkerung
Im Jahr 2006 lebten 85.936 Menschen im Distrikt Ahafo Ano North. Zwischen 1984 und 2000 wuchs die Bevölkerungszahl von 44.799 auf 71.975 an und wies damit eine Wachstumsrate von 2,96 Prozent auf. Aus dieser durchschnittlichen Wachstumsrate wurde für das Jahr 2006 eine Hochrechnung erstellt. Im Distrikt leben mehr Männer als Frauen.
Die Bevölkerung des Distrikts verteilt sich auf 20 größere Siedlungsgebiete. Neben diesen größeren Siedlungen bestehen 1867 kleinere Orte und Dörfer mit einer Bevölkerung von weniger als 100 Personen. Von der Gesamtbevölkerung lebten 2006 insgesamt 19,2 Prozent in städtischen Siedlungen. Lediglich die Hauptstadt Tepa weist eine Bevölkerung von deutlich über 5000 Personen auf. Zehn weitere Siedlungsgebiete haben urbanen Status erreicht, jedoch fehlt es ihnen in der Regel an der mit Tepa vergleichbaren städtischen Infrastruktur. Der Ahafo Ano North Distrikt ist der kleinste Distrikt der Ashanti Region; etwa 2 Prozent der Gesamtbevölkerung der Ashanti Region leben in diesem Distrikt, 98 Prozent in den weiteren 20 Distrikten.
Tepa hat eine Bevölkerung von über 5000 Menschen; die Orte Asuhyiae, Anyinasuso, Akwasiase, Mabang, Abonsuaso, Manfo und Betiako weisen eine Bevölkerungszahl zwischen 2000 und 5000 auf, alle weiteren Orte haben eine Bevölkerung von weniger als 2000. Durchschnittliche haben die Haushalte im Distrikt eine Größe von 5,7 Personen verteilt auf 2,15 Räume. Die wenigsten Häuser im Distrikt verfügen über einen Wasseranschluss oder eine Toilette. Insgesamt sind die Behausungen in einem wenig ausgebauten Zustand.
Im Distrikt setzt sich die Bevölkerung mit ca. 61 Prozent aus dem Volk der Aschanti zusammen. Aus dem Volk der Brong stammen ca. 2,6 Prozent der Bevölkerung, ca. 7 Prozent der Bevölkerung sind Ewe, 2,6 Prozent sind Akuapim und 18,7 Prozent stammen aus den Völkern in der Northern Region, Upper East Region und Upper West Region.
Etwa 74 Prozent der Bevölkerung zählen sich zu den Christen, 17,2 Prozent sind Muslims und etwa 6,2 Prozent der Bevölkerung zählt zu den Anhängern traditioneller Religionen. Mit ca. 54 Prozent stellt die Bevölkerungsgruppe zwischen 15 und 65 den größten Anteil an der Bevölkerung im Distrikt. Mit einem Prozentanteil von 41 ist die zweitgrößte Altersgruppe im Distrikt unter 15 Jahre alt.
Im Distrikt leben 38,1 Prozent der Bevölkerung mit Migrationshintergrund. Vor allem während der Hochphase des Kakaoanbaus in den 1970er Jahren wanderten viele Landwirte in den Distrikt ein. Zurzeit erlebt der Distrikt besonders in den jüngeren Bevölkerungsschichten eine Abwandlung in städtische Zentren wie Accra, Tema oder Kumasi um Arbeit zu finden.

## Infrastruktur
In den letzten Jahren konnte im Ahafo Ano North Distrikt der Zugang zum Bildungsbereich erheblich verbessert werden. Lediglich eine geringe Zahl von kleineren Gemeinden (Hiamankwa, Sunurisiso, Pewodie, Nyamedewoasie, Dabaa, Addaekrom, Jachienkwanta, Kwakuduakrom, Kobeda, Pokukrom, Sikafrebogya, Nyameyehene) hat noch keine eigene Grundschule. Aufgrund des schnellen Aufbaus neuer Bildungseinrichtungen hat sich ein Mangel an geeignetem Schulpersonal eingestellt.
Im Distrikt entstanden sowohl in Mabang als auch in Tepa Secondary Schools mit 800 bis 1500 Schülern. Mit dem Integrated Centre for Community Employable Skills (ICCESS) ist eine Ausbildungsstätte im Distrikt angesiedelt worden. Diese Einrichtung hängt noch wesentlich von nationalen Fördermaßnahmen ab.

## Wahlkreise
Im Distrikt Ahafo Ano North ist nur ein gleichnamiger Wahlkreis ausgewiesen. Bei den letzten Wahlen zum Parlament im Jahr 2004 wurde Kwame Owusu Frimpong von der New Patriotic Party (NPP) als Direktkandidat des Wahlkreises ins ghanaisches Parlament gewählt.

## Wichtige Ortschaften in Ahafo Ano North
| - Akrofonso - Bosikese - Nyameadom - Bonkrom - Jacobu - Katape II Suponso - Achina | - Kyekyewere - Twabidi - waaho - Subriso - Betiako - Manfo | - Abonsuaso - Mabang - Akwasiase - Anyinasuso - Asuahyia |